# 格利澤793
格利泽793是一顆位於仙王座附近的紅矮星，距離地球約26.3光年。